# Joppa femorata
Joppa femorata är en stekelart som beskrevs av Fabricius 1804. Joppa femorata ingår i släktet Joppa och familjen brokparasitsteklar. Inga underarter finns listade i Catalogue of Life.